# Circumcelliones
De Circumcelliones (Latijn: circumcellio, "rondtrekkende monnik"), door henzelf ook wel Agonistici ("strijders" (voor Christus)) genoemd, waren groepen nomadische anti-Romerebellen in Africa in de eerste helft van de vierde eeuw. Het waren Punisch-sprekende bandieten uit de onderkant van de samenleving die het Donatisme steunden en soms werden geleid door Donatistische geestelijken. Zij waren zeer fanatiek en gewelddadig en vielen Romeinse landheren en kolonisten aan en verdeelden de buit die door de arme boeren, de oorspronkelijke inwoners, was opgebouwd. Ze veroordeelden eigendom en slavernij en stimuleerden de vrije liefde, het vrijmaken van slaven en het kwijtschelden van schulden. Doordat zij de Donatisten steunden, werden deze met hen geïdentificeerd en werden ze door de kerkleiders als ketters behandeld.
Bekende aanvoerders van de Circumcelliones waren Fasir en Axido. Zij werden sanctorum duces ("leiders van heiligen") genoemd.
Omdat Jezus in de Hof van Getsemane tegen Petrus had gezegd dat hij zijn zwaard moest wegdoen (Johannes 18:11), vermeden de Circumcelliones vroom het gebruik van geslepen wapens en gebruikten in plaats daarvan stompe knuppels, die zij "Israëlieten" noemden. Als zij hun "Israëlieten" gebruikten om willekeurige reizigers aan te vallen, schreeuwden zij Laudate Deum! ("Prijs God!"). Het doel van deze aanvallen was de dood van de zelfverkozen martelaar, die hoopte dat als hij iemand met zijn knuppel zou slaan, deze zich zou verdedigen en de aanvaller zou aanvallen en doden.